# HD 143084
HD 143084，又名CD-4010113，SAO 226431、HR 5945，是一颗恒星，视星等为6.49，位于銀經337.23，銀緯9.34，其B1900.0坐标为赤經15h 53m 12.4s，赤緯-40° 9.34′ 2″。